# Comtat de Bechburg
El comtat de Bechburg fou una jurisdicció feudal a la moderna Suïssa. Els senyors de Bechburg i els comtes de Froburg foren junt amb el bisbe de Basilea els principals propietaris al Buchsgau; els Froburg posseïen una bona part per donació dels bisbes de Basilea quan tres dels bisbes successius van pertànyer a la família senyorial (1133-1179) però el domini dels Bechburg és més incert.
Al segle XII el Froburg i els Bechburg es van intentar implantar a la gola de Balsthal, travessada per una antiga via que unia Basilea al Valais i  Savoia a través dels Alps. Els comtes de Froburg van erigir tres castells anomenats d'Erlinsburg però mancats de terres no van tenir gaire importància i van acabar abandonats al segle XIV. Els senyors de Falkenstein van construir a la gola vers 1250 el castell d'Alt-Falkenstein; els Bechburg que residien a Alt-Bechburg van construir el seu nou castell sota Oensingen, amb el nom de Neu-Bechburg. En aquest temps van agafar el títol comtal però es van extingir el 1292 i l'herència va passar als Froburg.
Aquestos van reforçar la seva empresa i van ajuntar als tres castells d'Erlinsburg el de Neu-Bechburg i van fundar al Buchsgau inferior la vila d'Olten en un antic castrum romà; al Buchsgau superior van adquirir la fortalesa de Bipp. Com que la seva antiga seu no estava al cor de les seves propietats en aquest temps, Neu-Bechburg va esdevenir el seu nou centre administratiu del comtat i allí van residir temporalment i van exercir drets senyorials i de justícia. Però al segle XIV (1307), a causa de diverses deutes, van haver de vendre el castell al comtes de Nidau per poder pagar. Llavors els Nidau eren rics però després de la batalla de Laupen el 1339 també es van endeutar i van començar a vendre senyories i castells que havien heretat d'altres famílies i així el castell de Neu-Bechburg (amb la vila despoblada de Fridau) va passar al burgès de Basilea, Conrad de Laufon. Al cap de 10 anys ho va vendre a Berna i Soleure que van esdevenir també propietaris del landgraviat de Buchsgau que es van acabar repartint el 1463: la part superior amb Bipp, fou per Berna, i la part inferior per Soleure (amb les valls de Balsthal i de Gulden i el castell de Neu-Bechburg).